# George VI
Pour les articles homonymes, voir Albert, Prince Albert, Georges VI et George du Royaume-Uni.
George VI, né Albert Frederick Arthur George le 14 décembre 1895 à Sandringham (Norfolk) et mort le 6 février 1952 en ce même lieu, est roi du Royaume-Uni et des autres dominions du Commonwealth britannique du 11 décembre 1936 jusqu'à sa mort. Il est également le dernier empereur des Indes, le dernier roi d'Irlande et le premier chef du Commonwealth.
Second fils du roi George V, il n'était pas prévu que le prince Albert monte sur le trône. C'est pourquoi Albert passa les premières années de sa vie dans l'ombre de son frère aîné, David (futur Édouard VIII). Il servit dans la Royal Navy et la Royal Air Force durant la Première Guerre mondiale. Après la guerre, il remplit les habituels engagements publics de son rang. Il épousa Elizabeth Bowes-Lyon en 1923 et ils eurent deux filles, Élisabeth et Margaret.
À la mort de son père en 1936, son frère accéda au trône sous le nom d'Édouard VIII. Toutefois, moins d'un an plus tard, Édouard exprima le désir de se marier avec Wallis Simpson, une Américaine deux fois divorcée. Pour des raisons politiques et religieuses, le Premier ministre Stanley Baldwin informa le roi qu'il ne pouvait pas l'épouser et rester roi. Édouard VIII choisit d'abdiquer et Albert, surmontant ses problèmes de bégaiement, monta sur le trône sous le nom de George VI, devenant ainsi le troisième monarque issu de la maison Windsor.
Durant le règne de George VI, la dislocation de l'Empire britannique et sa transition vers le Commonwealth s'accélérèrent. En effet, le parlement de l'État libre d'Irlande supprima toute référence au roi dans sa constitution et ce, le jour de l'accession au trône de ce dernier ; le pays devint officiellement une république en 1949 et quitta le Commonwealth.
George VI régna sur le Royaume-Uni pendant la Seconde Guerre mondiale, mais le pays, malgré sa victoire, perdit son statut de grande puissance au profit des deux superpuissances de l'après-guerre : les États-Unis et l'Union soviétique. Après l’indépendance de l'Inde et du Pakistan en 1947, George resta roi de ces deux nations, mais le titre d'empereur des Indes fut abandonné.
Victime de problèmes de santé dans les dernières années de son règne, il mourut le 6 février 1952 d'une thrombose coronaire pendant son sommeil. Après son décès, sa fille aînée lui succéda sous le nom d'Élisabeth II.

## Jeunesse

### Naissance et famille

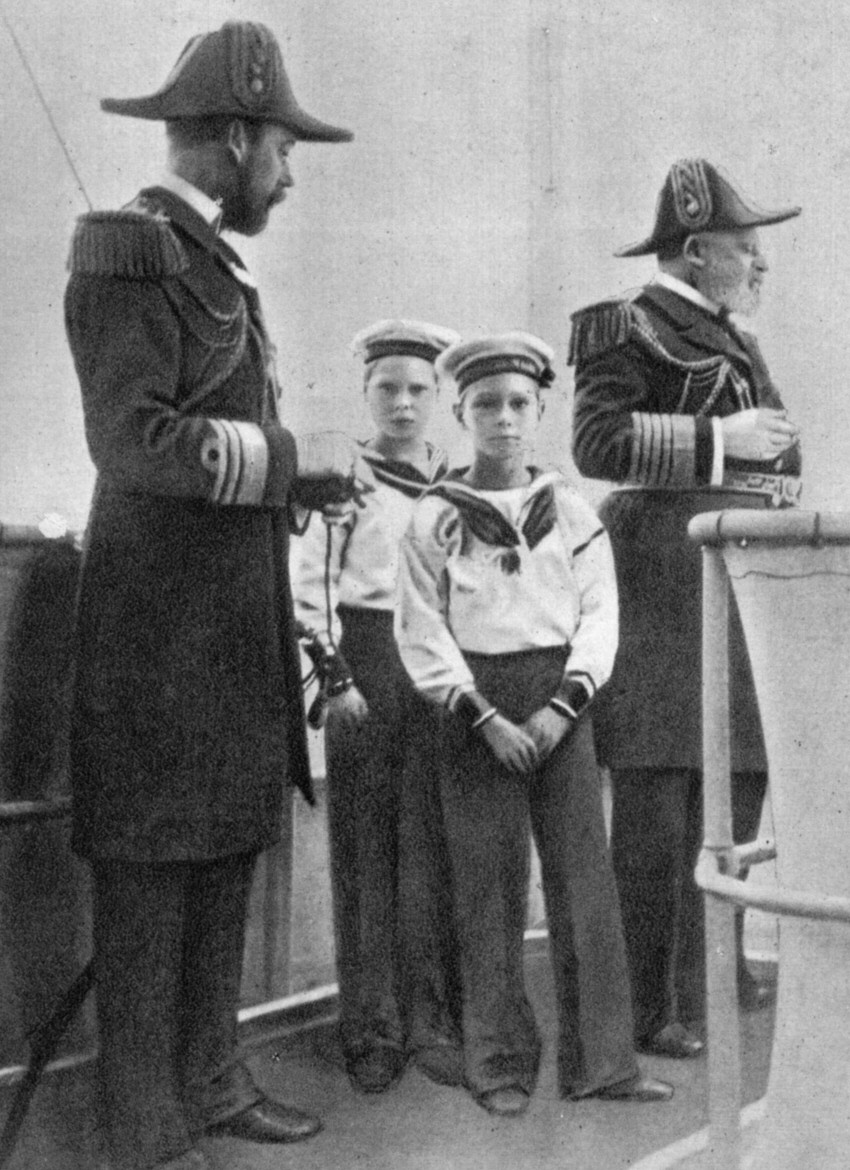
Quatre rois : Édouard VII (extrême-droite), son fils George de Galles, futur George V (extrême-gauche), et ses petits-fils David, futur Édouard VIII (arrière-plan) et Albert, futur George VI (premier-plan), vers 1908.

Le prince Albert naît dans la résidence secondaire de Sandringham House dans le comté de Norfolk sous le règne de son arrière-grand-mère, la reine Victoria,. Il était le second fils du prince George, duc d'York (futur George V), lui-même second fils du prince de Galles (futur Édouard VII) et de la princesse de Galles, Alexandra de Danemark. Sa mère était la duchesse d'York (future reine Mary) qui était la fille aînée du duc et de la duchesse de Teck.
Le jour de sa naissance, le 14 décembre 1895, coïncidait avec l'anniversaire de la mort de son arrière-grand-père, le prince consort Albert,,,. Le prince de Galles écrivit au duc d'York que la reine Victoria, veuve d'Albert, avait été « quelque peu bouleversée » par l'annonce de la naissance. Deux jours plus tard, il lui écrivit à nouveau : « je pense vraiment qu'elle serait satisfaite si vous lui proposiez le nom d'« Albert, » ». La reine fut apaisée par cette idée et écrivit à la duchesse d'York : « Je suis très impatiente de voir le nouveau-né, en un jour si triste mais qui le sera moins désormais », d'autant plus qu'il sera appelé par ce cher nom qui est synonyme de tout ce qui est grand et bon. Le nouveau-né fut donc baptisé « Albert Frederick Arthur George » dans l'église St. Mary Magdalene près de Sandringham, trois mois plus tard. En tant qu'arrière-petit-fils de la reine Victoria, il fut formellement appelé Son Altesse le prince Albert d'York dès sa naissance. Au sein de sa famille, il était couramment surnommé « Bertie,,, ». Sa grand-mère maternelle, la duchesse de Teck, n'aimait pas le prénom qu'avait reçu le nouveau-né et elle écrivit prophétiquement qu'elle espérait que le dernier prénom « puisse supplanter le moins favorisé ».

### Ordre de succession
Albert était le quatrième dans l'ordre de succession au trône britannique après son grand-père, son père et son frère aîné, David (le futur Édouard VIII). En 1898, la reine Victoria délivra des lettres patentes accordant aux enfants du fils aîné du prince de Galles le prédicat d'altesse royale.

### Problèmes de santé
Albert souffrait d'une santé fragile et était décrit comme « facilement effrayé et quelque peu pleurnichard ». Albert et David furent confiés à des nourrices, comme cela était la norme de l'époque pour les familles aristocratiques, et leurs parents, le duc et la duchesse d'York, étaient donc peu présents avec eux. Albert était touché par un bégaiement qui dura de longues années et était forcé d'écrire avec sa main droite alors qu'il était naturellement gaucher. Il souffrait de genoux cagneux, qui l'obligèrent à porter des attelles correctrices, et de problèmes digestifs chroniques.

### Mort de la reine Victoria
La reine Victoria mourut le 22 janvier 1901 et le prince de Galles lui succéda sous le nom d'Édouard VII. Le duc d'York devint le premier dans l'ordre de succession au trône alors que ses fils David et Albert passaient respectivement à la deuxième et à la troisième place.

## Éducation et carrière militaire

### Entrée auRoyal Naval College
En 1909, Albert entra au Royal Naval College d'Osborne. En 1911, il arriva dans les derniers de sa promotion lors de l'examen final mais intégra néanmoins le Royal Naval College de Dartmouth,,. Lorsqu'Édouard VII mourut en 1910, le père d'Albert devint roi sous le nom de George V. Édouard devint prince de Galles et Albert se trouvait à présent en second dans l'ordre de succession.

### Carrière maritime

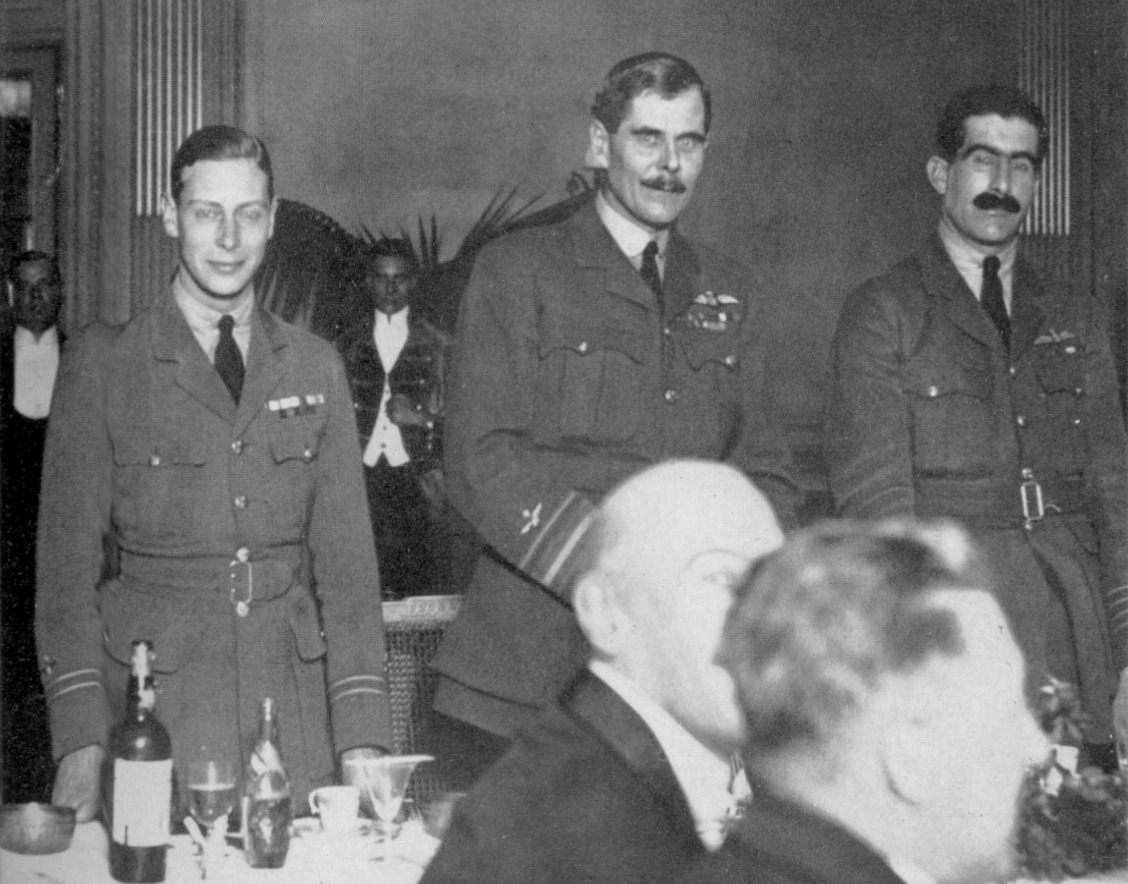
Le prince Albert (à gauche) pendant un dîner de la RAF en 1919 avec Hugh Trenchard (au centre) et Christopher Courtney (à droite).

Albert passa les six premiers mois de l'année 1913 à bord du navire d'entraînement HMS Cumberland aux Caraïbes et sur la côte orientale du Canada. Il embarqua ensuite en tant qu'aspirant sur le HMS Collingwood le 15 septembre 1913 et passa trois mois en Méditerranée. Ses collègues officiers lui donnèrent le surnom de « Mr. Johnson ». Un an plus tard, il commença son service pendant la Première Guerre mondiale. Il reçut une citation militaire pour son rôle d'officier de tourelle à bord du HMS Collingwood durant la bataille du Jutland qui fut le principal engagement naval de la guerre. Il ne participa pas à d'autres combats, principalement du fait de problèmes de santé causés par un ulcère gastro-duodénal pour lequel il fut opéré en novembre 1917. En février 1918, il fut nommé officier à la base aérienne d'entraînement du Royal Naval Air Service à Cranwell. Avec la création de la Royal Air Force (RAF) deux mois plus tard et le transfert de la base de Cranwell de la marine à l'armée de l'air, Albert intégra la Royal Air Force. Il fut nommé officier commandant à Cranwell et y resta jusqu'en août 1918. Il fut le premier membre de la famille royale à obtenir son brevet de pilotage,. Dans les dernières semaines de la guerre, il servit au sein de l'état-major de l'unité de bombardement stratégique de la RAF à Nancy. Après la dissolution de cette unité à la fin de la guerre, il resta deux mois sur le continent avant de revenir en Grande-Bretagne.

### Université de Cambridge
En octobre 1919, Albert entra au Trinity College de l’université de Cambridge où il étudia l'histoire, l'économie et l'instruction civique pendant un an,. C’est à cette époque-là qu’il aurait prononcé sur la famille royale cette phrase restée célèbre : « Nous ne sommes pas une famille. Nous sommes une entreprise. » Le 4 juin 1920, il fut fait duc d'York, comte d'Inverness et baron Killarney. Il commença alors à réaliser des missions plus royales. Il représentait son père lors des événements publics et ses visites de mines de charbon, d'usines et de dépôts ferroviaires lui valurent le surnom de « prince industriel,, ». Son bégaiement, son embarras à ce sujet, associé à sa timidité le rendaient bien moins impressionnant que son frère aîné. Il était cependant sportif et aimait jouer au tennis. Il s'intéressa aux conditions de travail et devint président de l’Industrial Welfare Society qui organisait, entre autres, des camps d'été pour mélanger les jeunes d'origines sociales variées,.

## Mariage

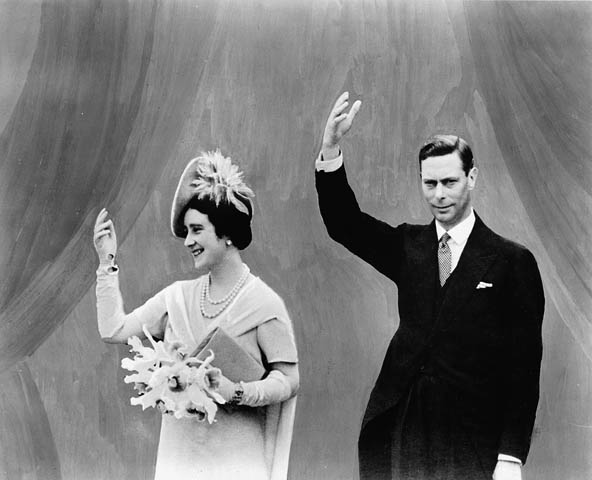
Elizabeth Bowes-Lyon et George VI pendant la foire internationale de New York 1939-1940.

### Rencontre de sa future épouse
À une époque où les membres de familles royales se mariaient entre eux, il était inhabituel qu'Albert ait eu la liberté de choisir une future femme. En 1920, il rencontra pour la première fois depuis son enfance, Lady Elizabeth Bowes-Lyon, la plus jeune fille du comte et de la comtesse de Strathmore et Kinghorne,. Il était déterminé à l'épouser, mais elle refusa deux fois ses avances en 1921 et 1922, apparemment parce qu'elle n'était pas prête à faire les sacrifices nécessaires pour rejoindre la famille royale. Après une période de séduction prolongée, Elizabeth accepta de l'épouser,.

### Cérémonie de mariage
Ils se marièrent le 26 avril 1923 dans l'abbaye de Westminster. La nouvelle British Broadcasting Company souhaitait enregistrer et diffuser l'événement par radio, mais le chapitre de l'abbaye mit son veto à cette idée même si le doyen Herbert Edward Ryle y était favorable. Elizabeth devint ainsi Son Altesse Royale la duchesse d'York. Ce mariage avec une personne extérieure à une famille royale était considéré comme un signe de modernité.

### Voyages du couple
De décembre 1924 à avril 1925, le duc et la duchesse visitèrent le Kenya, le protectorat d'Ouganda et le Soudan anglo-égyptien avec des escales au canal de Suez et à Aden. Le couple se livra à la chasse au gros gibier pendant son voyage.

### Bégaiement
En raison de son bégaiement, Albert craignait de parler en public. Après son discours de clôture de l'Exposition impériale britannique à Wembley le 31 octobre 1925, qui fut un supplice pour l'auditoire et pour lui-même,, il commença à voir Lionel Logue, un orthophoniste australien. Le duc et Logue se livrèrent à des exercices de respiration et la duchesse s'entraîna patiemment avec lui, ; il fut ainsi capable de parler avec moins d'hésitation,. Avec sa meilleure élocution, Albert inaugura le Parlement australien de Canberra durant une visite de l'Empire britannique en 1927,. Son trajet maritime jusqu'en Australie, la Nouvelle-Zélande et les Fidji le fit passer en Jamaïque où il joua en double au tennis avec un partenaire noir, ce qui était inhabituel pour l'époque et fut localement considéré comme un signe de tolérance.

### Descendance
Le duc et la duchesse d'York eurent deux enfants : Élisabeth (surnommée « Lilibet » par sa famille) et Margaret. Le couple et ses deux filles vécurent une vie relativement abritée dans leur résidence londonienne de Piccadilly où ils formaient une famille soudée et aimante. En 1931, le Premier ministre du Canada, Richard Bedford Bennett, proposa que le duc devienne gouverneur général du Canada, mais cette proposition fut rejetée par le roi George V sur les conseils de ses ministres.

## Crise constitutionnelle de 1936

### Mort du roiGeorgeV

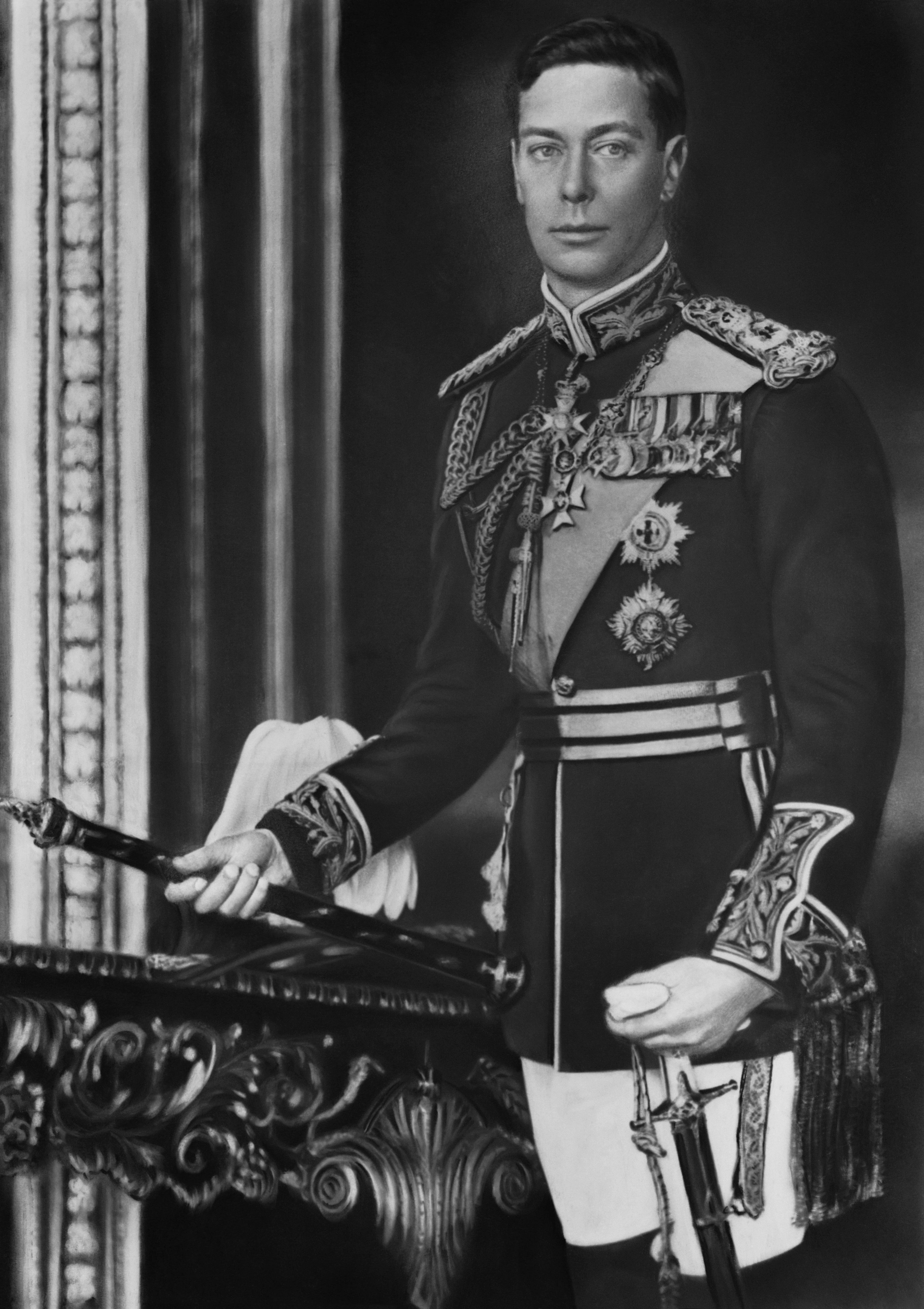
Portrait du roi George VI en tenue d'amiral de la flotte.

George V avait de forts doutes au sujet du prince Édouard et déclara : « Je prie Dieu que mon fils aîné [Édouard] n'ait jamais ni femme ni enfant, et que rien n'empêche Bertie et Lilibet d'accéder au trône ». Le 20 janvier 1936, George V mourut et David monta sur le trône sous le nom d'Édouard VIII. Le prince Albert et ses trois frères, David, Henry et George se relayèrent pour assurer la garde devant la dépouille de leur père placé dans un cercueil fermé dans Westminster Hall.

### Mariage du nouveau roi ÉdouardVIII
Le 11 décembre 1936, Édouard VIII abdiqua pour épouser sa maîtresse, Wallis Simpson, une mondaine américaine, divorcée de son premier mari et en procédure de divorce avec le deuxième. Édouard VIII avait été informé par le Premier ministre, Stanley Baldwin, qu'il ne pourrait pas rester roi et épouser une femme divorcée dont les précédents maris étaient encore en vie. Édouard VIII préféra renoncer au trône plutôt qu'à sa relation avec Wallis Simpson, créant ainsi la crise de l'abdication. 
Comme Édouard VIII n'était pas marié et n'avait aucun enfant, Albert était l'héritier présomptif au trône. Albert devint donc roi, une fonction qu'il était réticent à accepter. La veille de l'abdication, il se rendit à Londres pour voir sa mère la reine Mary. Il écrivit dans son journal : « quand je lui ai dit ce qu'il s'était passé, j'ai craqué et fondu en larmes comme un enfant ».

### Abdication d'ÉdouardVIII
Le jour de l'abdication, le parlement de l'État libre d'Irlande retira toute mention directe du monarque dans la Constitution irlandaise. Le lendemain, il vota l’External Relations Act qui faisait du roi le représentant de l'Irlande dans les questions de politique internationale. Les deux actes transformaient techniquement l'État libre d'Irlande en république, mais sans retirer ses liens avec le Commonwealth.
Le courtisan et journaliste Dermot Morrah avança qu'il y eut une brève période de spéculation sur les avantages de contourner Albert (et ses enfants) et son frère Henry en faveur du quatrième fils de George V, George de Kent. Il semble que cette idée était venue du fait que le prince George était à ce moment le seul frère d'Édouard à avoir un fils,.

## Roi du Royaume-Uni

### Accession au trône et couronnement
Albert prit le nom de « George VI » pour mettre l'accent sur la continuité avec son père et restaurer la confiance dans la monarchie,. Au début de son règne, les titres et fonctions de son prédécesseur et frère restaient à définir. Édouard VIII avait été introduit comme Son Altesse Royale le prince Édouard lors de son discours d'abdication,, mais George VI considérait qu'il avait perdu le droit au prédicat d'Altesse royale en renonçant au trône. Pour régler la question, la première décision du nouveau roi fut d'accorder à son frère le titre de Son Altesse Royale le duc de Windsor, mais les lettres patentes créant le duché empêchaient sa femme ou ses futurs enfants de porter ce titre de noblesse. George VI fut également obligé de racheter à Édouard les résidences royales de Balmoral et de Sandringham House de même que les propriétés privées qui ne lui furent pas automatiquement transmises. Trois jours après son accession au trône, le jour de son 41e anniversaire, il fit entrer sa femme, la nouvelle reine consort, dans l'ordre de la Jarretière.
Le couronnement de George VI eut lieu le 12 mai 1937, la date qui avait été fixée pour le couronnement de son frère. En rupture avec la tradition, la reine Mary assista à la cérémonie pour montrer son soutien à son fils. Il n'y eut pas de darbâr organisé à Delhi comme cela avait été le cas pour son père, car le coût aurait été prohibitif pour le gouvernement de l'Inde. La montée en puissance du nationalisme indien signifiait également qu'une visite du couple royal aurait au mieux été ignorée, et une absence prolongée de Grande-Bretagne aurait été jugée néfaste dans la période tendue avant la Seconde Guerre mondiale. Deux tournées outre-mer furent néanmoins entreprises en France et en Amérique du Nord car cela présentait des avantages stratégiques significatifs en cas de guerre.

### Premières tensions en Europe
La probabilité grandissante d'une guerre en Europe domina le début du règne de George VI. Le roi était constitutionnellement forcé de soutenir la politique d'apaisement du Premier ministre Neville Chamberlain,. Le couple royal invita néanmoins Chamberlain à apparaître avec lui sur le balcon de Buckingham à son retour de Munich en 1938. Cette association publique de la monarchie avec une personnalité politique était exceptionnelle car les apparitions au balcon étaient traditionnellement restreintes à la famille royale. Bien que populaire auprès de l'opinion publique, la politique de Chamberlain envers Adolf Hitler était critiquée par une partie de la Chambre des communes, ce qui poussa l'historien John Grigg à décrire le comportement du roi en s'associant d'aussi près avec un homme politique comme « l'acte le plus inconstitutionnel d'un souverain britannique dans le siècle actuel ».

### Visites en Amérique du Nord

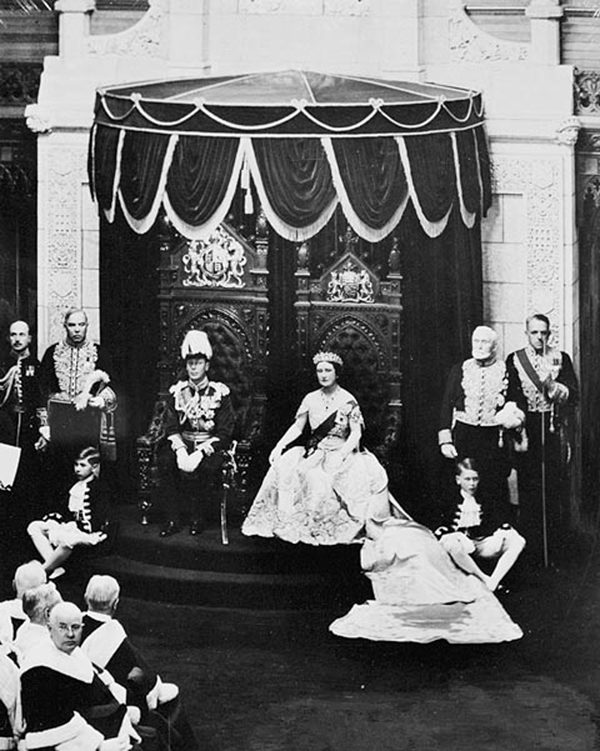
George VI accorde sa sanction royale aux lois du Sénat du Canada le 19 mai 1939. La reine consort Elizabeth est assise à sa gauche.

En mai et juin 1939, le couple royal visita le Canada et les États-Unis. Il fut rejoint à Ottawa par le Premier ministre canadien William Lyon Mackenzie King qui les présenta comme roi et reine du Canada,. George VI fut le premier souverain régnant du Canada à se rendre en Amérique du Nord même s'il s'y était déjà rendu en tant que prince Albert et duc d'York. Le gouverneur général du Canada John Buchan et Mackenzie King espéraient que la présence du roi au Canada démontrerait les principes du Statut de Westminster de 1931 qui reconnaissait la pleine souveraineté des dominions et disposait que chacun représentait une monarchie séparée. Dans sa résidence canadienne de Rideau Hall, George VI approuva personnellement les lettres de créance du nouvel ambassadeur américain au Canada, Daniel C. Roper. L'historien officiel de cette visite royale, Gustave Lanctot, déclara : « Lorsque Leurs Majestés entrèrent dans leur résidence canadienne, le Statut de Westminster devint pleinement réalité : le roi du Canada était rentré chez lui ».
L'ensemble du voyage était destiné à réduire le fort sentiment isolationniste en Amérique du Nord concernant les tensions en Europe. Même si l'objectif de la tournée était essentiellement politique, pour renforcer le soutien au Royaume-Uni dans la guerre à venir, le couple royal fut accueilli avec enthousiasme par le public,,. La crainte que George VI ne soit négativement comparé avec son prédécesseur Édouard VIII fut dissipée. Le roi et la reine se rendirent à la foire internationale de New York et séjournèrent avec le président Franklin D. Roosevelt à la Maison-Blanche et à sa résidence privée de Hyde Park. Le couple royal forgea une relation d'amitié avec le président et cela eut un impact important sur les relations entre le Royaume-Uni et les États-Unis dans la guerre qui suivit,,.

### Seconde Guerre mondiale

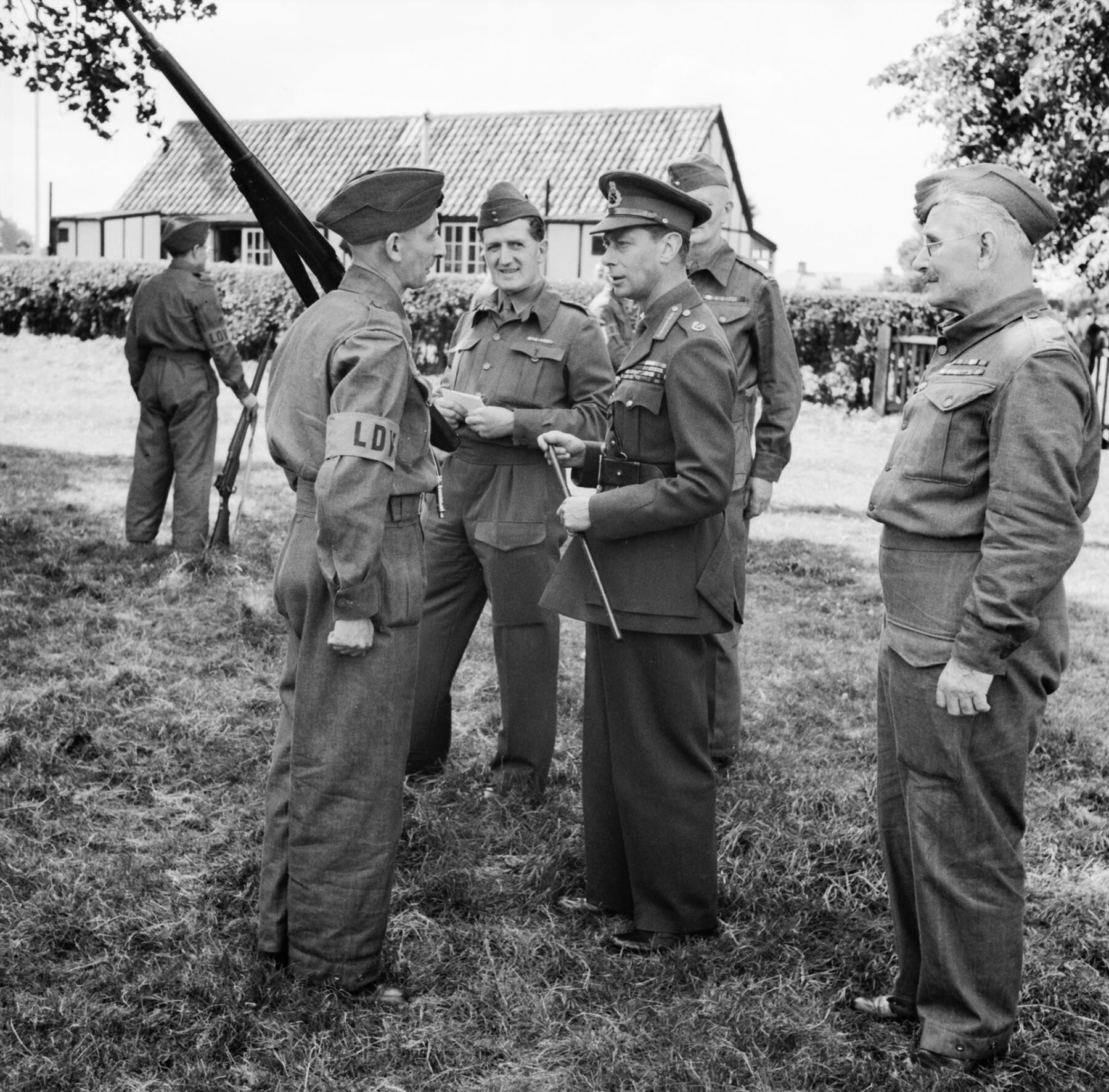
Le roi George VI passant en revue les troupes dans le Kent, pendant la guerre, en août 1940.

En septembre 1939, le Royaume-Uni, l'Afrique du Sud, l'Australie, le Canada et la Nouvelle-Zélande déclarèrent la guerre à l'Allemagne nazie,. Parmi les dominions de Sa Majesté, seule l'Irlande fit savoir qu'elle resterait neutre. George VI et son épouse refusèrent de quitter la capitale britannique malgré les bombardements allemands. Même s'ils résidèrent officiellement au palais de Buckingham tout au long de la guerre, ils passaient généralement leurs nuits dans le château de Windsor,. Le premier raid aérien allemand sur Londres, le 7 septembre 1940, tua plusieurs centaines de personnes essentiellement dans l’East End. Le 13 septembre, le roi et la reine faillirent être tués lorsque deux bombes allemandes explosèrent dans une cour du palais de Buckingham alors qu'ils s'y trouvaient. La reine commenta : « Je suis heureuse que nous ayons été bombardés. Cela me fait sentir que nous sommes l'égal de l’East End,, ». La famille royale était représentée partageant les mêmes dangers et privations que le reste du pays. Elle était soumise au rationnement et la Première dame des États-Unis Eleanor Roosevelt nota le rationnement de la nourriture et de l'eau du bain pendant un séjour dans un palais de Buckingham non-chauffé et barricadé. En août 1942, le frère du roi, George de Kent, fut tué lors du crash de son hydravion militaire en Écosse,.
En 1940, Winston Churchill succéda à Neville Chamberlain au poste de Premier ministre, même si George VI aurait préféré nommer Lord Halifax. Le roi fut déçu de la nomination par Churchill de Lord Beaverbrook au Cabinet mais Churchill et lui développèrent la « relation personnelle la plus étroite entre un monarque et un Premier ministre dans l'histoire moderne britannique ». À partir de septembre 1940, les deux hommes se rencontrèrent en privé chaque jeudi pendant plusieurs heures pour discuter de la guerre.
Tout au long de la guerre, le couple royal s'efforça de soutenir le moral de la population britannique en se rendant sur les sites des bombardements et des usines de munitions. Le roi se rendit également auprès des troupes en France en décembre 1939, en Afrique du Nord et à Malte en juin 1943, en Normandie en juin 1944, dans le sud de l'Italie en juillet et dans les Pays-Bas en octobre de la même année. Leur popularité auprès du public et leur détermination apparemment sans limites assurèrent leur place de symbole de la résistance de la nation. Au soir du 6 juin 1944, son discours retransmis sur la BBC, station radio alors en pleine heure de gloire, est écouté par un taux record de 80 % des Britanniques. Le 8 mai 1945, les foules en liesse criaient devant le palais de Buckingham, We want the King ! (« Nous voulons le Roi ! »). George VI invita donc Churchill à apparaître avec lui sur le balcon du palais comme il l'avait fait avec Chamberlain sept ans plus tôt. En janvier 1946, George VI s'adressa aux Nations unies pour leur première Assemblée qui fut organisée à Londres et réaffirma « [sa] conviction dans l'égalité des droits des hommes et des femmes et des nations grandes ou petites ».

### Dissolution de l'Empire britannique et développement du Commonwealth

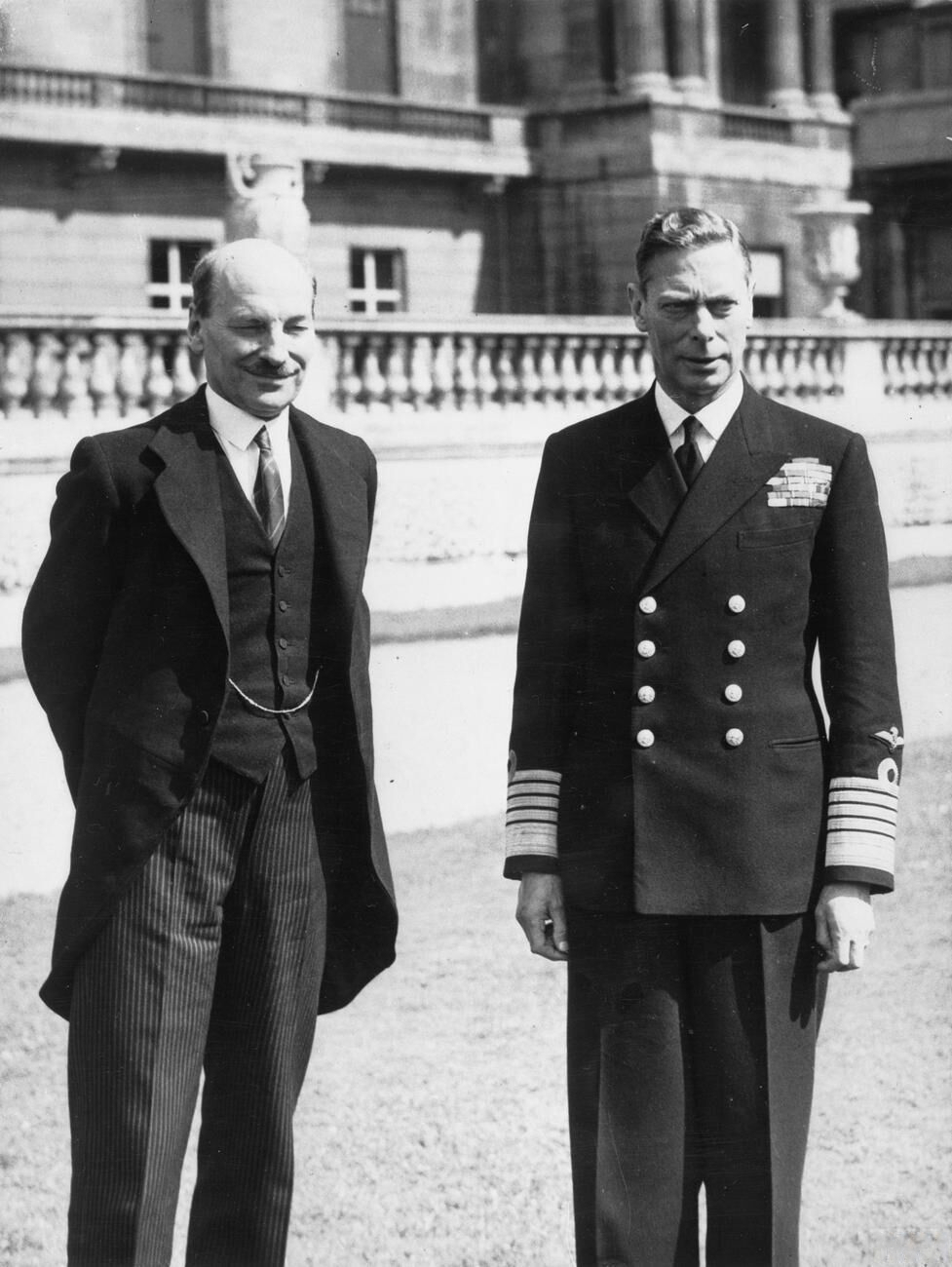
George VI (à droite) avec le Premier ministre britannique Clement Attlee en juillet 1945.

Le règne de George VI vit l'accélération de la dissolution de l'Empire britannique et son remplacement par le Commonwealth. Le Statut de Westminster de 1931 avait déjà officiellement reconnu les résolutions des conférences impériales de 1926 et 1930 stipulant que les dominions étaient des États égaux au Royaume-Uni. Néanmoins, trois d'entre-eux ne disposaient pas encore d'une pleine souveraineté, le Royaume-Uni possédait un pouvoir sur les constitutions du Canada, de l'Australie et de la Nouvelle-Zélande. Le processus de transformation d'un Empire à une association volontaire d'États souverains avec le Commonwealth après la Seconde Guerre mondiale se développa sous le mandat du Premier ministre Clement Attlee. L'Inde britannique se divisa en deux dominions indépendants, l'Inde et le Pakistan, en 1947. George VI abandonna le titre d'empereur des Indes et devint roi de l'Inde et du Pakistan. Peu après éclata la première guerre indo-pakistanaise. Roi des deux pays, le monarque resta neutre et ne se mêla pas du conflit. Il cessa d'être roi de l'Inde en 1950 lorsque le pays devint une république au sein du Commonwealth, mais resta roi du Pakistan jusqu'à sa mort. D'autres pays quittèrent le Commonwealth comme la Birmanie en janvier 1948, la Palestine (divisée entre Israël et les États arabes) en mai et l'Irlande en avril 1949.
En 1947, le roi et sa famille se rendirent en Afrique du Sud. Le Premier ministre sud-africain, Jan Smuts, se préparait à des élections et espérait profiter politiquement de la visite. George VI fut cependant consterné quand le gouvernement sud-africain lui demanda de ne serrer la main qu'à des Blancs et fit référence à ses gardes du corps sud-africains comme à la « Gestapo »,. Malgré la tournée royale, Jan Smuts perdit les élections de mai 1948 et le nouveau gouvernement renforça la politique de ségrégation raciale en instaurant l'apartheid.

### Dégradation de son état de santé

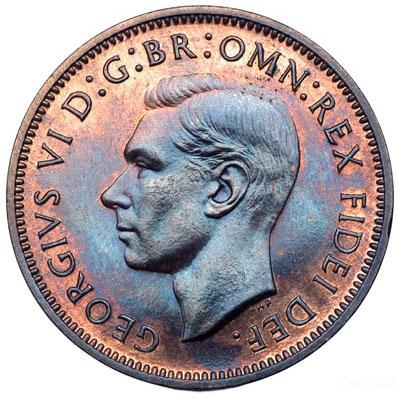
Farthing de George VI frappé en 1951.

Le stress de la guerre avait épuisé la santé du roi,, : son tabagisme déjà important fut à l'origine d'un cancer du poumon et d'autres problèmes de santé dont l'athérosclérose l'affaiblirent. La princesse Élisabeth, l'héritière présomptive, remplaça de plus en plus souvent le roi dans ses fonctions publiques. Une tournée prévue en Australie et en Nouvelle-Zélande fut repoussée, car le roi avait été victime d'une embolie dans la jambe droite qui fut opérée en mars 1949. Cette tournée fut réorganisée pour que la princesse Élisabeth et son époux, Philip Mountbatten, remplacent le couple royal. Le roi fut suffisamment en état pour ouvrir le Festival of Britain en mai 1951, mais il subit une pneumonectomie le 23 septembre pour une tumeur maligne,. Lors de la cérémonie d'ouverture du Parlement en novembre, le discours du Trône fut lu par le lord chancelier, Lord Simonds. Son allocution de Noël de 1951 fut enregistrée en plusieurs parties qui furent regroupées pour la diffusion.

### Mort et funérailles

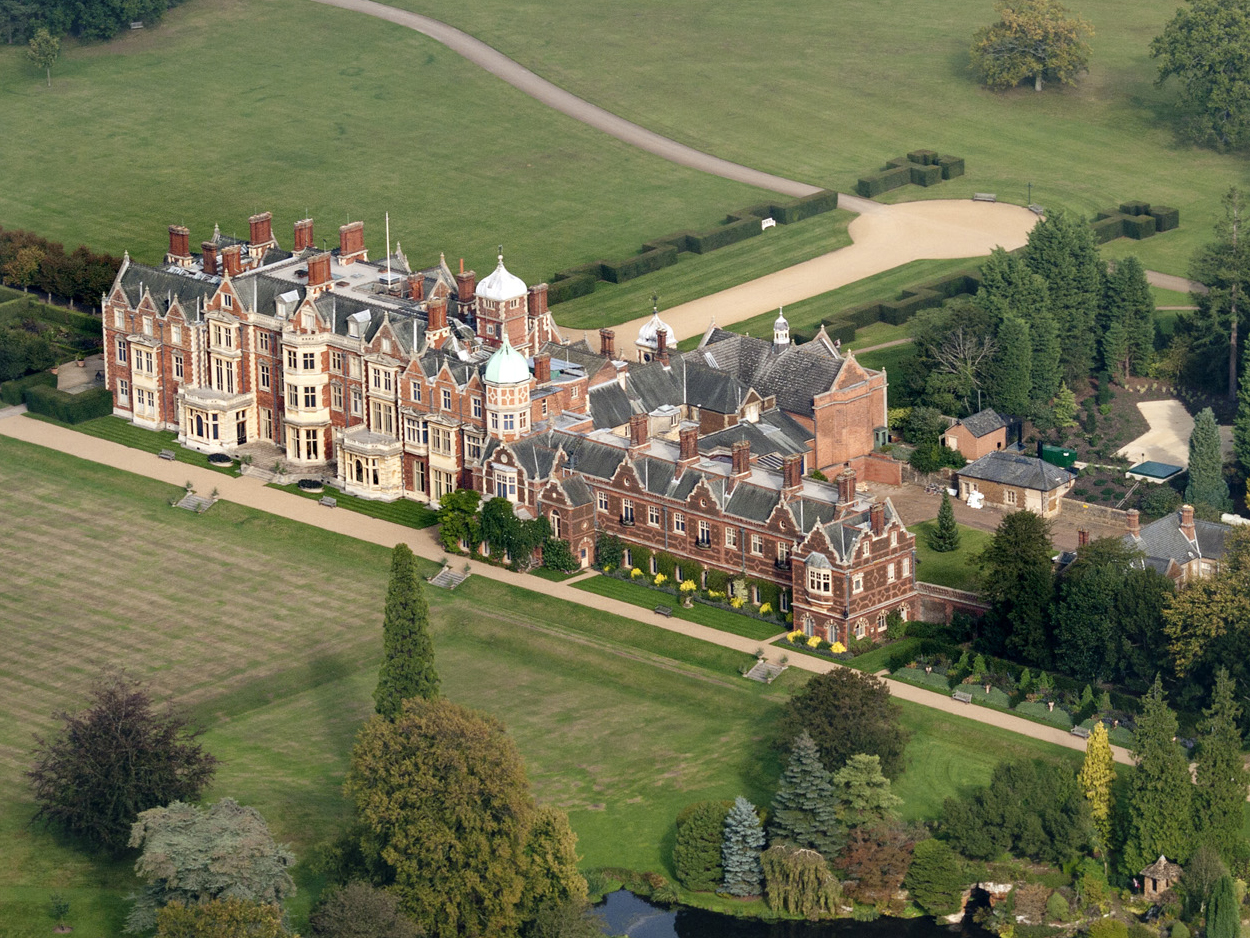
George VI meurt à Sandringham, où il s'était retiré avec sa famille pour fêter Noël, à l'hiver 1951.

Le 31 janvier 1952, malgré les conseils de ses proches, George VI se rend à l'aéroport de Londres-Heathrow pour assister au départ de la princesse Élisabeth et du prince Philip vers l'Australie. C’est la dernière fois que le souverain, malade et physiquement affaibli, apparaît en public.

#### La journée du 6 février 1952
Dans la nuit du 5 au 6 février 1952, âgé de 56 ans, il meurt dans son sommeil d’une thrombose coronaire dans sa résidence de Sandringham House. À 7 h 30 du matin, son valet de pied venu le réveiller découvre le corps inanimé du souverain. Il transmet la nouvelle par téléphone au palais de Buckingham en utilisant une phrase codée (« Hyde Park Corner ») afin d'éviter que les standardistes soient informées de la mort du roi. 
La princesse Élisabeth apprend la nouvelle alors qu'elle se trouve au Kenya, sur le chemin de retour de son voyage en Australie. Elle devient la reine Élisabeth II à l'âge de 25 ans. 
La nouvelle est rendue publique à 11 h par un journaliste de la BBC, John Snagge, qui prononce ces mots : « C’est avec la plus grande tristesse que nous faisons l’annonce suivante… ». La nouvelle est répétée à sept reprises à un intervalle de quinze minutes, puis la radio cesse d'émettre pendant cinq heures. La cloche Great Tom de la cathédrale Saint‑Paul sonne chaque minute pendant deux heures, ainsi que les cloches de l'abbaye de Westminster. La cloche de Sébastopol, trophée installé au château de Windsor, qui ne sonne qu’à la mort d'un monarque, sonne 56 fois, autant que d'années de la vie de George VI, entre 13 h 27 et 14 h 22. 
La Chambre des communes se réunit peu avant midi pour exprimer sa douleur et son deuil. 
Le conseil d'accession se réunit à 17 heures au palais Saint-James et proclame solennellement la princesse Élisabeth reine du Royaume-Uni.

#### Les funérailles (15 février)
Le cercueil de George VI est transporté le 12 février de l'église Sainte-Marie-Madeleine au palais de Westminster, où, pendant trois jours, des milliers de personnes défilent devant la dépouille du roi afin de lui rendre un dernier hommage. 
Ses funérailles d'État ont lieu le 15 février 1952. À 9 h 30, le cercueil quitte Westminster Hall porté par huit soldats des Grenadier Guards, puis placé sur un affût de canon, le même qui servit pour George V. Le cercueil est drapé de l'étendard royal et surmonté de la couronne impériale d'apparat, de l'orbe et du sceptre ainsi que d'une couronne de fleurs d'orchidées et de lys. L'affût de canon qui le supporte est tiré par un groupe de marins sur les 5,6 km qui séparent New Palace Yard de la gare de Paddington, d’où il part vers Windsor en train. Au cours de la procession dans Londres, plusieurs chefs d'État et membres de familles royales marchent derrière le cercueil, dont le roi de Norvège Haakon VII, le roi de Danemark Frédéric IX, le roi de Suède Gustave VI Adolphe, le roi de Grèce Paul Ier, le président de la République française Vincent Auriol, le prince Albert de Belgique (représentant son frère, le roi Baudouin), le duc de Windsor (frère de George VI, ex-Édouard VIII) ou le duc d'Édimbourg (son gendre). 
Lorsque le convoi funèbre arrive à Windsor, le cortège est similaire à celui de Londres, mais de taille réduite. Après une cérémonie religieuse, George VI est inhumé dans le Royal Vault, un caveau situé dans la chapelle Saint-Georges du château de Windsor.

#### Suites (1969-2022)
Le 26 mars 1969, son cercueil est transféré dans le mémorial George VI de la chapelle Saint-George. 
En 2002, la dépouille de son épouse, la reine mère Elizabeth, et les cendres de la princesse Margaret, sont aussi placées dans cette chapelle. 
En 2022, soixante-dix ans après la mort de George VI, c'est le cercueil de la reine Élisabeth II qui est placé dans la même chapelle.

## Postérité

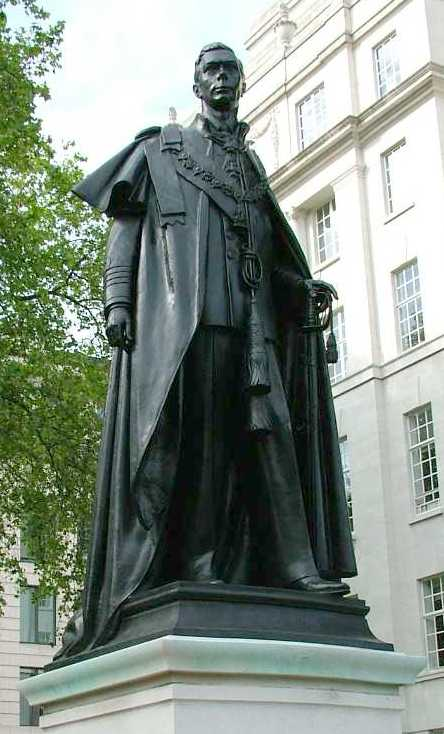
Statue de George VI dans les jardins de Carlton à Londres.

Selon le travailliste George Hardie, la crise d'abdication de 1936 fit « plus pour le républicanisme que cinquante années de propagande ». George VI écrivit à son frère Édouard après son abdication qu'il avait assumé avec réticence « un trône à bascule » (dans le sens de trône dépendant de la stricte succession) et qu'il essayait de « le rendre à nouveau stable ». George VI était devenu roi à un moment où le soutien du public à la monarchie était en plein déclin. Durant son règne, les Britanniques endurèrent les difficultés de la guerre et le pouvoir impérial dans les colonies sombra. Cependant, son image d'homme de famille respectueux et son courage personnel restaurèrent la popularité de l'institution monarchique,. Il fut le fondateur d'un nouveau Royaume-Uni, privé de ses dominions et d'une Irlande devenue indépendante, mais riche d'un capital humain qui avait fait corps avec la monarchie. L'homme timide s'était révélé un chef dévoué à ses sujets qui le lui rendirent dans leur respect pour sa fille, Élisabeth II. Le roi ou la reine du Royaume-Uni étaient devenus l'âme de la Nation.
La croix de George VI et la médaille de George furent créées à l'initiative du roi pendant la Seconde Guerre mondiale pour récompenser les actes de bravoure des civils,. Il l'accorda à l’« île forteresse de Malte » en 1943. Le gouvernement français lui décerna l’ordre de la Libération en 1960 à titre posthume et il devint ainsi le seul allié, avec Churchill, à la recevoir.
Le roi a donné son nom à un détroit en Antarctique, une station de métro, une autoroute de Vancouver, un hôpital de Londres, un lac artificiel d'environ 1,4 km2 près de l'aéroport de Heathrow, et à une course de chevaux du Royaume-Uni.
George VI a été interprété au cinéma par :

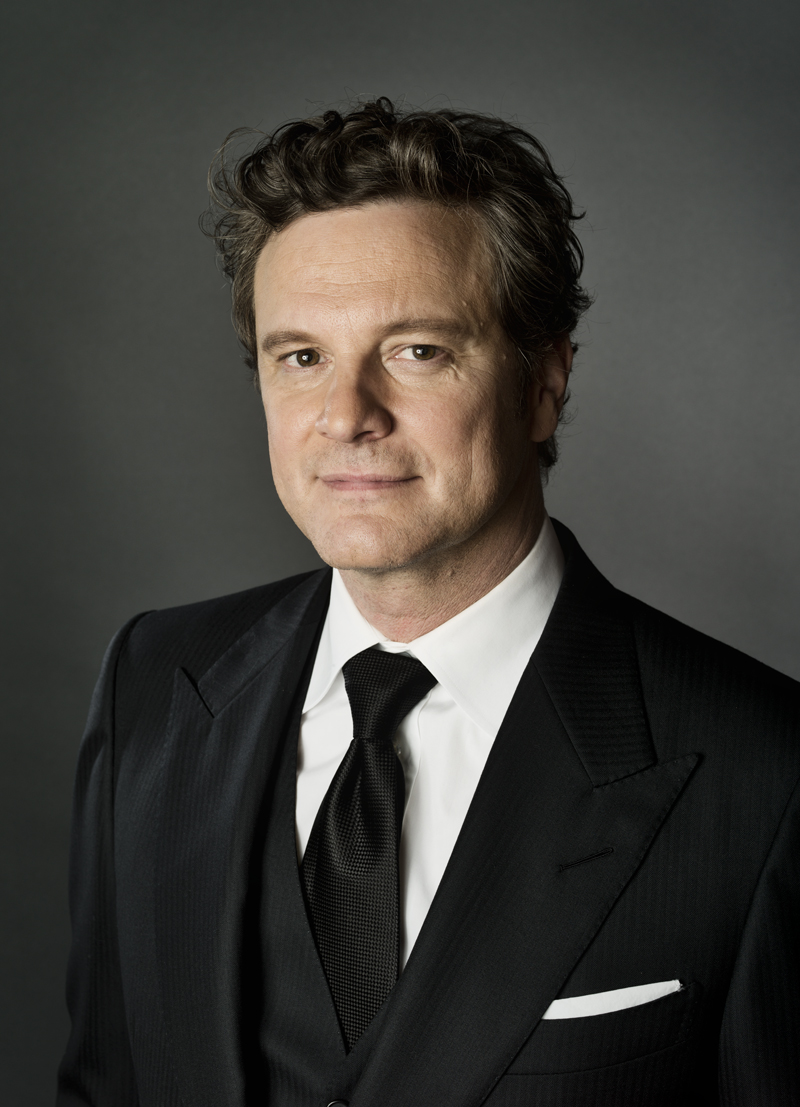
L'acteur britannique Colin Firth a reçu l'Oscar du meilleur acteur 2011 pour son incarnation du souverain.

- Lyndon Brook dans Churchill and the Generals (1979) ;
- Acteur non crédité dans Jackboots (2010) ;
- Colin Firth dans le film Le Discours d'un roi (2010) qui reçut quatre Oscars dont celui du meilleur acteur[136] ;
- Laurence Fox dans le film W.E. (2011) ;
- Samuel West dans le film Week-end royal (2012) ;
- James Purefoy dans le film Churchill (2017) ;
- Ben Mendelsohn dans le film Les Heures sombres (2017).

George VI a été interprété à la télévision par :
- Anthony Andrews dans la série Cambridge Spies (2003) ;
- Mick Rose dans le téléfilm Ike. Opération Overlord (2004) ;
- Iain Glen dans le téléfilm Into the Storm (2009) ;
- Jared Harris dans la série télévisée The Crown (2016).

## Titres et armoiries

### Titulature
- 14 décembre 1895 – 28 mai 1898 : Son Altesse le prince Albert d'York

Le monogramme royal de George VI.

- 28 mai 1898 – 22 janvier 1901 : Son Altesse Royale le prince Albert d'York
- 22 janvier 1901 – 9 novembre 1901 : Son Altesse Royale le prince Albert de Cornouailles et d'York
- 9 novembre 1901 – 6 mai 1910 : Son Altesse Royale le prince Albert de Galles
- 6 mai 1910 – 4 juin 1920 : Son Altesse Royale le prince Albert
- 4 juin 1920 – 11 décembre 1936 : Son Altesse Royale le duc d'York
- 11 décembre 1936 – 6 février 1952 : Sa Majesté le roi
- 11 décembre 1936 – 14 août 1947 : Sa Majesté Impériale le roi-empereur (par rapport à l'Inde britannique)

George porta de nombreux titres royaux au cours de sa vie, mais sa position de souverain faisait également de lui le commandant en chef des Forces armées du Canada et du Royaume-Uni,.

### Armoiries
En tant que duc d'York, Albert portait les armoiries royales du Royaume-Uni différenciées par un lambel de trois points argent dont le central présentait une ancre azur ; cette différence avait été accordée à son père George V lorsqu'il était duc d'York et elle fut également placée sur les armoiries de son petit-fils, le prince Andrew d'York. Lors de son règne, il portait les armoiries royales non différenciées.

Armoiries du duc Albert d'York.
Armoiries de George VI du Royaume-Uni.
Armoiries de George VI du Royaume-Uni (en Écosse).
Armoiries au Canada.

### Distinctions étrangères
- Collier de l'ordre suprême du Soleil (royaume d'Afghanistan, 1928).
- Grand cordon de l’ordre de Léopold (Belgique, 1918).
- Chevalier grand-croix de l'ordre des Saints-Cyrille-et-Méthode (royaume de Bulgarie, 1938).

- Chevalier de l’ordre de l'Éléphant (Danemark, 1920).

- Grand-croix avec diamants de l'ordre de Dannebrog (Danemark, 1948).

- Grand cordon de l'ordre de Mohamed Ali (royaume d'Égypte, 1927).
- Commandeur de la Legion of Merit (États-Unis, 1945).
- Grand-croix de l’ordre de l'Étoile de l'Éthiopie (Empire éthiopien, 1924).

- Grand-croix de la Légion d'honneur (France, 1917).

- Compagnon de la Libération (France, à titre posthume par décret du 2 avril 1960).
- Grand-croix de l’ordre du Rédempteur (Grèce).
- Grand-croix de l'ordre du Phénix (Grèce).
- Chevalier grand-croix de l'ordre des Saints-Georges-et-Constantin (Grèce, 1938).
- Grand cordon de l'ordre des deux Rivières (royaume d'Irak, 1933).
- Collier de l'ordre des Hachémites (it) (royaume d'Irak, 1943).
- Collier de l'ordre des Pahlavi (État impérial d'Iran, 1948).
- Chevalier grand-croix de l'ordre militaire de Savoie (Italie, 1917).
- Grand cordon de l'ordre du Chrysanthème (Japon, 1937).
- Grand cordon avec collier de l'ordre de Ali ibn Hussein (Jordanie, 1949).
- Grand-croix de l'ordre de Saint-Charles (Monaco, 1937).
- Première classe de l'ordre d'Ojaswi Rajanya (en) (Népal, 1946).
- Grand-croix de l'ordre militaire de Guillaume (Pays-bas).
- Première classe de l'écharpe des trois ordres (en) (Portugal, 1939).
- Grand-croix de l'ordre de Carol Ier (royaume de Roumanie, 1922).
- Quatrième classe de l'ordre de Saint-Vladimir (Empire de Russie, 1917).
- Chevalier grand croix de l'ordre de l'Étoile de Karageorge (royaume de Serbie, 1939).
- Grand-croix de l'ordre de l'Aigle blanc de Serbie (royaume de Serbie, 1918).
- Chevalier de l'ordre des Séraphins (Suède, 1937).
- Chevalier de l'ordre de la Dynastie Chakri (Thaïlande, 1938).